# Berezka
Berezka (ukrán nyelven: Березка, Berezka) település Lengyelország délkeleti részén, a Kárpátaljai vajdaságban, a Leskói járásban. A község Solinától közel 23 kilométernyire fekszik északi irányban, míg a járási központnak számító Lesko 14 kilométernyire délkeletre található, valamint a vajdaság központja, Rzeszów 58 kilométernyire északkeletre van a településtől.

## Fordítás
Ez a szócikk részben vagy egészben  a   Berezka című angol Wikipédia-szócikk ezen változatának fordításán alapul.  Az eredeti cikk szerkesztőit annak laptörténete sorolja fel. Ez a jelzés csupán a megfogalmazás eredetét és a szerzői jogokat jelzi, nem szolgál a cikkben szereplő információk forrásmegjelöléseként.